# アレグザンダー・マッケンジー (探検家)

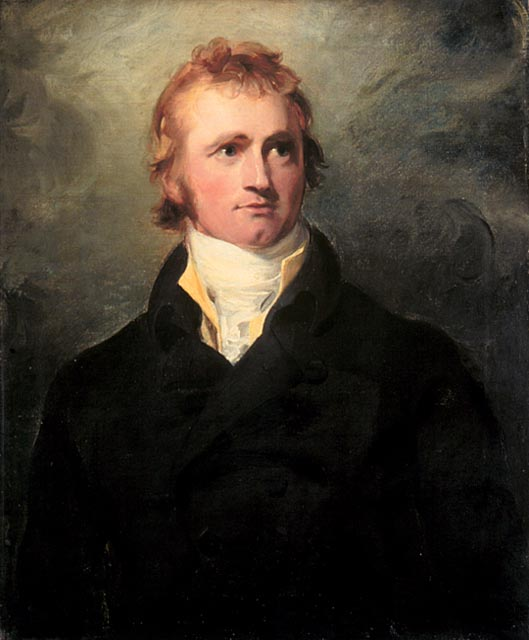
アレグザンダー・マッケンジー、トーマス・ローレンス画 (1800年頃), カナダ・ナショナル・ギャラリー所蔵

サー・アレグザンダー・マッケンジー（Sir Alexander MacKenzie, スコットランド・ゲール語表記：Alasdair MacCoinnich, 1764年　- 1820年3月11日）は、スコットランドの探検家。

## 人生
スコットランド、アウター・ヘブリディーズ諸島のルイス島ストーノーウェイで生まれた。
1774年、一家でニューヨークへ渡り、アメリカ独立戦争の最中の1776年にモントリオールへ移った。
1779年、彼は職を求めてノース・ウェスト会社に入った。
そこで彼は1788年にアサバスカ湖へ旅してフォート・チペウィアンを見つけた。彼はノース・ウェスト会社でパートナーとして働いていたピーター・ポンドを自分の後任に送った。
ポンドから、先住民たちが北西へ流れる川があることを知っているという話を聞き、この情報を元に、1789年7月10日、カヌーを操って出発した。当時は太平洋と大西洋を結ぶ「北西航路」発見への期待が大きく、彼は河口が北西へ向かい太平洋へ出ることを期待していたが、最終的には北極海に到達し、彼は川を『失望の川』（Disappointment River）と名付けた。のち、川は彼にちなみマッケンジー川と名付けられた。
1791年、マッケンジーは測定法の新しい知識を身につけるためイギリスへ渡った。
1792年に帰国し、再び太平洋へむかうルートを見つける旅を計画した。先住民のガイドとフランス人探検家を同行させ、マッケンジーはピース川をたどりフォート・フォークを出発。マッケンジーはフレーザー川の上流を発見し、1793年7月20日、カナダ太平洋岸に到達した。彼はカナダ横断に成功した初めてのヨーロッパ人となった。彼はこのまま旅を続行したかったが、ヨーロッパ人に友好的でないニューホーク族が協力的でないことがあり、断念した。彼の最西端点（1793年7月22日）で、マッケンジーは「カナダのアレックス・マッケンジー、ここに至る。1793年7月22日」（"Alex MacKenzie / from Canada / by land / 22d July 1793"）と岩に刻んだ。
1802年、彼はその功績を讃えられサーの称号を得た。
1804年から1808年までカナダ立法府の議員を務めた。
1812年、マッケンジーは結婚し故郷へ帰った。
1820年、腎臓の病気で死去。スコットランド本土西部のロス・アンド・クロマティー地方Avochに葬られた。